# Broadway Journal
Broadway Journal foi um periódico de curta duração, baseado em Nova Iorque, fundado por Charles Frederick Briggs e John Bisco em 1844 e foi publicado de janeiro de 1845 a janeiro de 1846. Em seu primeiro ano, a publicação foi comprada por Edgar Allan Poe, tornando-se o único periódico que ele já possuía, embora tenha falhado após apenas alguns meses sob sua liderança.

## História

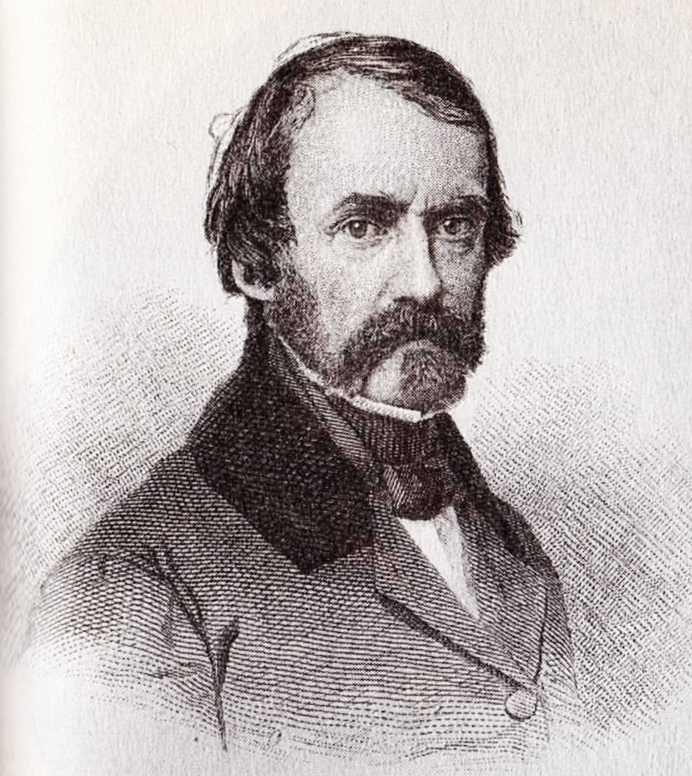
Charles Frederick Briggs, um dos dois fundadores do Broadway Journal

Briggs, anteriormente conhecido como romancista de sátira sob o pseudônimo "Harry Franco", escreveu uma carta a James Russell Lowell em 7 de dezembro de 1844, anunciando suas intenções de começar um diário:

"O nome será, por uma questão de individualidade e parte de outras pessoas, o Broadway Journal, ou Review, ou Review, ou Chronicle, ou Broadway Something".
Após a sua fundação como o Broadway Journal, Briggs cuidou dos deveres editoriais e solicitou colaboradores, enquanto seu parceiro de negócios John Bisco cuidava das questões financeiras e de publicação.
Em 21 de fevereiro de 1845, Edgar Allan Poe assinou um contrato de um ano para se tornar um editor da publicação. Ele também concordou em escrever pelo menos uma página em material original por semana. Ele recebeu um terço dos lucros também. Logo, no entanto, a reputação cáustica de Poe como crítico começou a incomodar Briggs e ele pretendia se livrar de Poe e Bisco. No entanto, ele não conseguiu encontrar novos financiadores quando Bisco aumentou seu preço. Poe, por um tempo, considerou vender sua própria parte do diário para Evert Augustus Duyckinck ou Cornelius Mathews. Briggs tentou comprar Bisco, que pediu mais dinheiro do que Briggs estava disposto a pagar. Em junho, porém, Briggs renunciou devido a dificuldades financeiras e, em outubro, Bisco vendeu sua parte do jornal para Poe por 50 dólares (Poe pagou com uma nota endossada por Horace Greeley). Poe, então, tinha total controle editorial e propriedade do Broadway Journal.
Poe publicou novas versões de muitos de seus trabalhos, incluindo The Masque of the Red Death, The Oval Portrait e outros. Ele também continuou seu papel como crítico literário, incluindo acusações de plágio contra Henry Wadsworth Longfellow. Ele também usou o Broadway Journal para um flerte muito público com Frances Sargent Osgood e para arrecadar dinheiro para seu sonho nunca realizado de uma nova revista chamada The Penn.
Poe foi incapaz de manter a publicação financeiramente bem-sucedida, embora esperasse revertê-la. Um empréstimo de 50 dólares de Rufus Wilmot Griswold, em outubro de 1845, ajudou a sustentá-lo por um curto período de tempo. Em uma carta de 15 de novembro de 1845 ao amigo e poeta Thomas Holley Chivers, ele prometeu: "Ainda farei uma fortuna". Mesmo assim, o jornal terminou oficialmente com uma edição final datada de 3 de janeiro de 1846:
Engajamentos inesperados exigindo toda a minha atenção, e os objetos não realizados até o momento em relação a mim, para os quais o Broadway Journal foi criado, eu agora, como editor, me despedi — tão cordialmente aos inimigos quanto aos amigos. -Edgar A. Poe

Depois de assumir o controle total do Journal, Poe pediu o apoio de amigos. Referindo-se a isso após seu fechamento, Cornelia Wells Walter, da Boston Evening Transcript, escreveu um poema: 
To trust in friends is but so so

Especially when cash is low;

The Broadway Journal's proved "no go" —

Friends would not pay the pen of POE.

## Conteúdo
O Broadway Journal tentou ser um jornal intelectual mais sério do que outros da época. Por causa disso, tinha um público menor e teve menos sucesso financeiro. Ele enfatizou críticas literárias, mas também apresentou críticas à arte, teatro e música, além de poesia e artigos sobre política.